# Bernd Schlömer
Bernd Schlömer, né le 20 février 1971 à Meppen, est un criminologue et un homme politique allemand, membre du Parti des pirates puis du Parti libéral-démocrate (FDP).

## Biographie
Bernd Schlömer est marié, a deux enfants et vit entre Hambourg où il réside et Berlin, où il travaille comme formateur pour le ministère fédéral de la défense et mène ses activités politiques. 
Membre de Transparency International, il entre au parti pirate en 2009, devient trésorier puis est élu président le 29 avril 2012 en succédant à Sebastian Nerz,. Sous sa direction, les Pirates réalisent de bons résultats aux élections régionales en 2012 dans le Schleswig-Holstein et en Rhénanie-du-Nord-Westphalie. Mais, l'échec du parti aux élections fédérales du 22 septembre 2013 où il n'obtient que 2 % des voix, entraîne la démission de Schlömer deux jours plus tard.
En 2015, Bernd Schlömer rejoint le Parti libéral-démocrate (FDP) et est élu en septembre 2016 membre de la Chambre des députés de Berlin pour l'arrondissement de Friedrichshain-Kreuzberg. Il est porte-parole de son groupe parlementaire pour les droits civiques, la protection des données, la liberté d'information et la numérisation.
Depuis septembre 2021, il est secrétaire d'État auprès de Lydia Hüskens, ministre des Infrastructures et du Numérique du gouvernement de Saxe-Anhalt.